# Älgled
Älgled var en fälla som användes för att döda större djur. 
Ledet bestod i två stängsel som till en början löpte parallellt med stort mellanrum, för att successivt närma sig varann. Vid det smalaste stället fanns ett giller som bestod av två spjut, ett vid varje stängsel, riktade inåt ledet. Spjuten låg vågrätt i ett antal uppsatta ringar (hankar), exempelvis av björkvidjor. 
Bakom varje spjut fanns en böjd spänd trädstam, fasthållen av en sprint. När villebrådet befann sig mitt emellan projektilerna kom det obevekligen åt det spända snöre som därmed drog ur sprintarna så att trädstammarna smällde upp och skickade iväg spjuten mot djurkroppen med stor kraft. Jaktmetoden, som ansågs vara plågsam för djuren, och även kunde vara livsfarlig för människor, förbjöds 1864.